# L符號
L符號是個類似大O符號的漸近符號，標記為{\displaystyle L_{n}[\alpha ,c]}，多用於表示特定演算法的計算複雜性。

## 定義
L符號的定義如下：
{\displaystyle L_{n}[\alpha ,c]=e^{(c+o(1))(\ln n)^{\alpha }(\ln \ln n)^{1-\alpha }}}
其中，c為一正實數，且{\displaystyle \alpha }為一實數{\displaystyle 0\leq \alpha \leq 1}。
L符號主要用於計算數論，表示困難數論問題之演算法的複雜性，如整數分解的篩法及離散對數的解法。L符號可簡化對這些演算法的分析，以{\displaystyle e^{c(\ln n)^{\alpha }(\ln \ln n)^{1-\alpha }}}表示主要項，{\displaystyle e^{o(1)(\ln n)^{\alpha }(\ln \ln n)^{1-\alpha }}}則用以表示其他較小的項。
當{\displaystyle \alpha }為0時，
{\displaystyle L_{n}[\alpha ,c]=L_{n}[0,c]=e^{(c+o(1))\ln \ln n}=(\ln n)^{c+o(1)}\,}
是個ln n的多項式函數；而當{\displaystyle \alpha }為1時，
{\displaystyle L_{n}[\alpha ,c]=L_{n}[1,c]=e^{(c+o(1))\ln n}=n^{c+o(1)}\,}
則會是ln n的指數函數（即n的多項式函數）。
當{\displaystyle \alpha }介於0與1之間時，L符號為ln n的次指數（與超越多項數）函數。

## 例子
許多通用的整數分解演算法都具有次指數複雜度，其中目前已知最快的為普通數域篩選法，其時間複雜度估算為
{\displaystyle L_{n}[1/3,c]=e^{(c+o(1))(\ln n)^{1/3}(\ln \ln n)^{2/3}}}
其中，{\displaystyle c=(64/9)^{1/3}\approx 1.923}。在普通數域篩法出現前，最快的整數分析演算法為二元篩法，其時間複雜度估算為
{\displaystyle L_{n}[1/2,1]=e^{(1+o(1))(\ln n)^{1/2}(\ln \ln n)^{1/2}}.\,}
對橢圓曲線離散對數問題而言，目前已知最快的通用演算法為大步小步法，其時間複雜估算為群階的開平方。以L符號表示為
{\displaystyle L_{n}[1,1/2]=n^{1/2+o(1)}.\,}
目前已知最快測試一個數是否為質數的演算法為AKS質數測試，其時間複雜度為多項式時間，以L符號表示為
{\displaystyle L_{n}[0,c]=(\ln n)^{c+o(1)}\,}
其中，c已被證明至多為6。

## 歷史
最早出現L符號的文獻為卡爾·帕梅朗斯所著的論文《一些整數分解演算法的分析與比較》（Analysis and comparison of some integer factoring algorithms）。在此論文中，L符號的參數只有{\displaystyle c}，其中的{\displaystyle \alpha }則因其所分析的演算法而設為{\displaystyle 1/2}。
具有兩個參數的L符號則由阿爾揚·倫斯特拉及亨德里克·倫斯特拉在其論文《數論中的演算法》（Algorithms in Number Theory）中首次引入，用以分析唐·科普斯密思的離散對數演算法，為現在數學文獻中最常使用的形式。